# Euxoa tibetana
Euxoa tibetana là một loài bướm đêm thuộc họ Noctuidae. Loài này có ở miền tây và khu vực miền nam of Himalaya through the Karakoram tới miền tây border của dãy núi Pamir.

## Hình ảnh

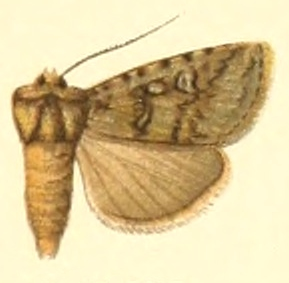